# I–14
Az I–14 (cirill betűkkel: И-14) vagy ANT–31 (АНТ-31) szovjet nagy sebességű vadászrepülőgép, melyet a CAGI tervezőirodájában készített Pavel Szuhoj tervezőcsoportja. 1933-ban repült először. Továbbfejlesztett változatát, az I–14bisz-t kis sorozatban gyártották, de az ekkor megjelent nagyobb teljesítményű és jobb repülőtulajdonságokkal rendelkező I–16 miatt 1937-beszüntették a gyártását. A megépített 50 darabos sorozatból is csak 18 db-t állítottak szolgálatba a Vörös Légierőnél, amelyeket 1937–1939 között használtak. Annak ellenére, hogy csak kevés készült belőle, a gépen számos előremutató, korát megelőző műszaki megoldást alkalmaztak.